# Michael Wiedemann (Filmproduzent)
Michael „Mike“ Wiedemann (* 24. Mai 1949 in Kassel) ist ein deutscher Filmproduzent und Herstellungsleiter. Sporadisch trat er auch als Schauspieler in Erscheinung. Darüber hinaus engagiert sich Wiedemann seit vielen Jahren im Bereich der Filmförderung und als Leiter des Kinofestes Lünen.

## Leben
Wiedemann wurde 1949 in Kassel geboren. Er legte dort 1968 das Abitur am Wilhelmsgymnasium ab. Nach seinem Studium an der Hochschule für Fernsehen und Film München (HFF) war er von 1972 bis 1974 als Produktionsleiter der Filmabteilung der HFF tätig. Ab 1974 war er freiberuflich als Produktions- und Herstellungsleiter bei Spielfilm- und Fernsehproduktionen tätig. In diese Zeit fielen Arbeiten mit Filmemachern wie Wim Wenders, Wolfgang Petersen, Peter F. Bringmann, Reinhard Hauff und Margarethe von Trotta. 1982 wurde er für seine Arbeit mit dem Bayerischen Filmpreis als Nachwuchsproduzent ausgezeichnet.
Von 1978 bis 1983 war Wiedemann Mitgesellschafter und Geschäftsführer der Münchener Tura-Film- und Fernsehproduktion. Danach folgte eine Tätigkeit bei der Produktion der Neuen Constantin Film.
Ab 1986 leitete Wiedemann das Vertriebsbüro im Filmbüro Nordrhein-Westfalen, dessen Geschäftsführer er von 1994 bis 2002 war. Von 2003 bis 2010 führte er bei der Film- und Medienstiftung NRW die Abteilung Produktion 2.
Seit dem Februar 2005 ist Wiedemann außerdem Leiter des Kinofestes Lünen.
Für sein Schaffen wurde er bei der 69. Berlinale von der AG Verleih mit dem Ehrenpreis der unabhängigen Filmverleiher ausgezeichnet.

## Filmografie (Auswahl)
Produzent
- 1975: Irene
- 1979: Geteilte Freude (Fernsehfilm)
- 1980: Theo gegen den Rest der Welt
- 1980: Asphaltnacht
- 1982: Neonstadt
- 1982: Das zweite Gesicht
- 1982: Das Glück beim Händewaschen
- 1983: Die Heartbreakers
- 1983: Schwarzfahrer

Executive Producer
- 1978: Moritz, lieber Moritz

Herstellungsleitung
- 1977: Der amerikanische Freund
- 1977: Die Konsequenz
- 1978: Keiner kann was dafür (Fernsehfilm)
- 1978: Messer im Kopf
- 1979: Geteilte Freude (Fernsehfilm)
- 1979: Schwestern oder Die Balance des Glücks
- 1985: Drei gegen drei
- 1995: Unter der Milchstraße

Schauspieler
- 1970: Zehn Jahre danach
- 1971: Die Utopie des Damenschneiders Wilhelm Weitling
- 1976: Im Lauf der Zeit
- 1978: Keiner kann was dafür (Fernsehfilm)
- 1978: Messer im Kopf
- 2006: Dead Eyes Open (Stimme)